# Lulubejowie

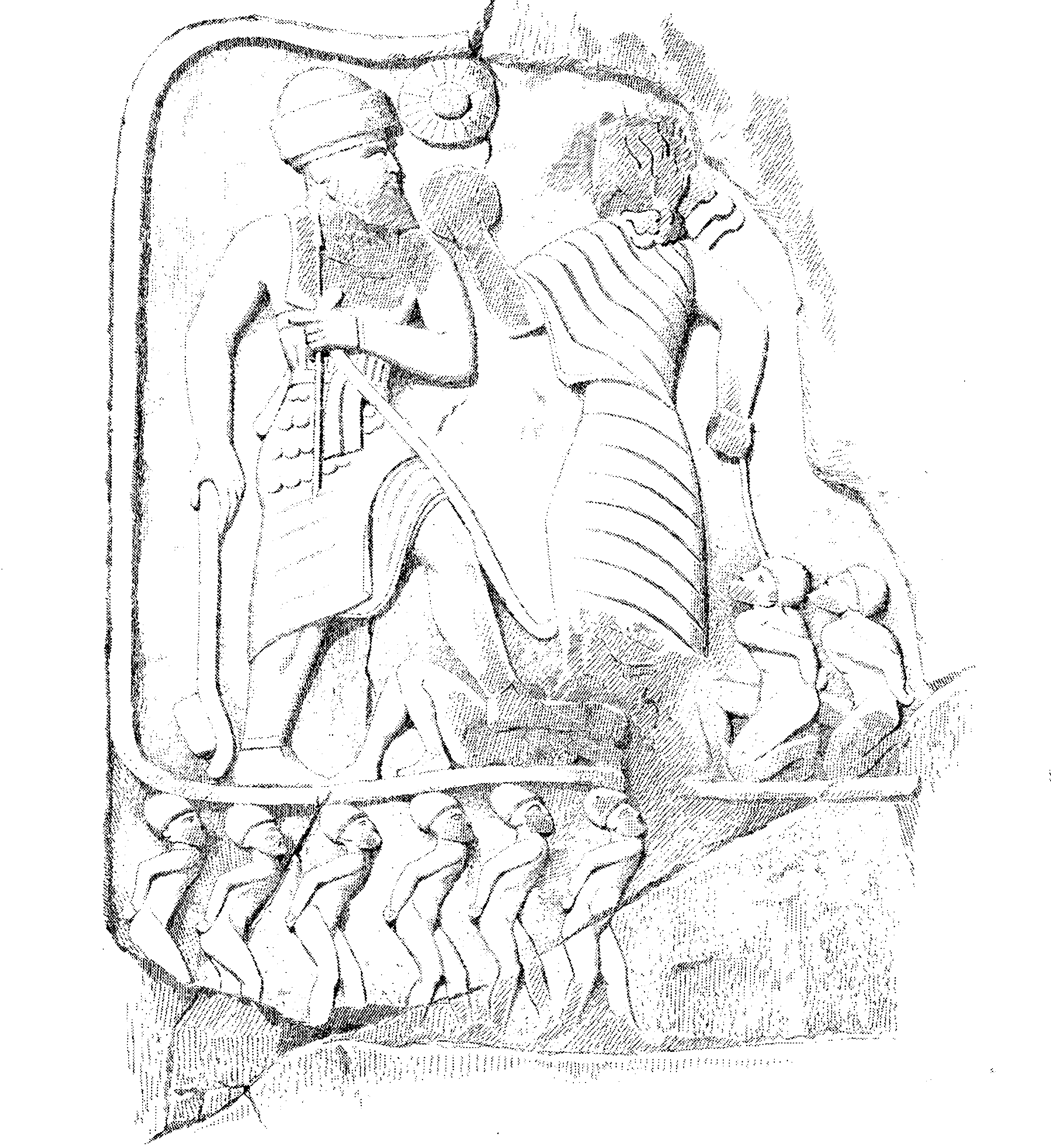
Płaskorzeźba na cześć króla Anubaniniego

Lulubejowie – plemię zamieszkujące północno-wschodnie góry Zagros (obecnie Kurdystan na pograniczu iracko-irańsko-tureckim), które obok Gutejów było stałym źródłem niepokojów dla osiadłych mieszkańców Mezopotamii. Znani od czasów Sargona Wielkiego i Naram-Sina, który dokonując wypraw w tamte rejony, pokonał ich wielokrotnie i upamiętnił swoje sukcesy na tzw. steli zwycięstwa króla Naram-Sina. Wraz z Gutejami przyczynili się do upadku dynastii akadyjskiej. Te dzikie ludy z gór stały się w okresie po upadku Akadu plagą bogatych miast Międzyrzecza. Wyższość cywilizacji Sumeru i Akadu wpłynęła jednak na te uważane wówczas za barbarzyńskie plemiona, ponieważ jeden z królów Lulubejów – Anubanini kazał wznieść dla siebie stelę zwycięstwa. Inskrypcje na niej były napisane po akadyjsku, co może świadczyć o przejmowaniu wzorców kulturowych z kraju podbitego.
Z Lulubejami walczył król babiloński Nabuchodonozor I.